# Ivan Gobry
Pour les articles homonymes, voir Gobry.
Ivan Gobry, né le 8 mars 1927 à Saint-André-les-Vergers et mort le 3 août 2017 à Paris, est un essayiste et philosophe français.

## Biographie
Docteur ès lettres (1962), Ivan Gobry fut professeur de philosophie à l'université de Reims pendant 27 ans.
Il a créé la Société champenoise de philosophie en 1970. Il a été membre du conseil scientifique de l'université de la Citoyenneté européenne (Conseil de l'Europe), professeur à l'Institut catholique de Paris.
En décembre 1997, candidat à la succession de Georges Duby à l'Académie française, il recueille 3 voix et est battu par Jean-Marie Rouart.

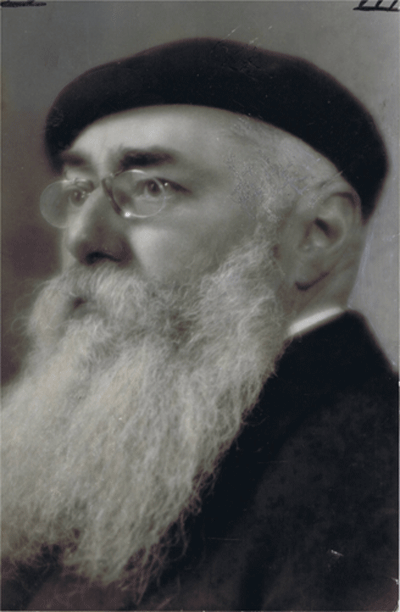
Francis Jammes, poète français auquel rend hommage Ivan Gobry en 1988.

Il a écrit de nombreux ouvrages sur l'histoire et le Moyen Âge, des ouvrages philosophiques et religieux, des essais, ainsi que des livres d'aventure pour enfants. Il est l'auteur de plus de cent ouvrages biographiques, notamment de grandes figures spirituelles et de plusieurs rois de France du Moyen Âge : Saint François d'Assise, Saint Bernard (de Clairvaux), Martin Luther, Clovis le Grand, Les Moines en Occident, Le Procès des Templiers, Charlemagne, Clotaire Ier, Pépin le Bref, Louis Ier, Philippe Ier, Louis VI et Louis VII, Philippe III le Hardi et Louis X le Hutin aux éditions Pygmalion ; aussi Francis Jammes, Le poète rustique de la foi aux éditions Téqui.
Ivan Gobry a publié un Dictionnaire des papes qui respecte la liste officielle des papes publiée par le Vatican.
Il a écrit de nombreux poèmes et composé quelques morceaux de musique classique[réf. nécessaire].
Ses ouvrages ont été récompensés par divers prix, de l'Académie française, de l'Académie des sciences morales et politiques[réf. souhaitée], le Prix des intellectuels indépendants (1989), ou le prix Renaissance de poésie (1997).
Figure du catholicisme traditionaliste, il est par ailleurs l'un des membres fondateurs de Laissez-les-vivre-SOS futures mères en 1971.

## Réception critique
Dans le premier volume des Moines en Occident, Ivan Gobry s'attache à retracer l'histoire monastique en Occident des origines jusqu'à la période carolingienne. André de Halleux (en) note que cet ouvrage, destiné au grand public, passe sous silence tout éclairage d'ordre psychologique ou sociologique du phénomène monastique « au bénéfice de la seule vocation religieuse ». Il remarque également que le livre de Gobry s'inspire davantage des travaux du XVIIe et du XVIIIe siècle que de ceux des historiens contemporains sur ces questions, ce qui entraîne certains clichés en dépit d'une narration talentueuse.
Tout en soulignant le mérite de proposer « le seul exposé d'ensemble un peu récent », Pierre-Maurice Bogaert, dans sa recension du troisième volume, constate que « le résultat pèche par défaut de critique » et que « la bibliographie est trop sommaire et vieillie ».

## Ouvrages

### Histoire
- La Gloire des Capétiens, Éd. Godefroy de Bouillon
- Les Premiers Rois de France : La dynastie des Mérovingiens, Paris, Tallandier, 1998, 432 p. (ISBN 2-235-02171-9).
- Les Moines en Occident, Paris: Éditions de Guibert, 1985-1997, 6 vol.  (ISBN 9782755402216). Couronné du prix Thérouanne par l'Académie française en 1986[11].
- Clovis Le Grand édition Régnier 1995, 300 pages.

- Série Histoire des Rois de France :
- Mérovingiens :

1. Clotaire Ier, 558-561 : Fils de Clovis, Paris, Pygmalion, coll. « Histoire des Rois de France », 2011, 252 p. (ISBN 978-2-7564-0483-7).
2. Clotaire II, 584-629 : Père de Dagobert Ier, Paris, Pygmalion, coll. « Histoire des Rois de France », 2012, 256 p. (ISBN 978-2-7564-0825-5).
3. Dagobert Ier, 629-639 : Fils de Clothaire, Paris, Pygmalion, coll. « Histoire des Rois de France », 2006, 240 p. (ISBN 978-2-7564-0036-5).

- Carolingiens :

1. Pépin le Bref, 751-768 : Père de Charlemagne, Paris, Pygmalion, coll. « Histoire des Rois de France », 2001, 256 p. (ISBN 978-2-85704-717-9).
2. Louis Ier, 814-840 : Fils de Charlemagne, Paris, Pygmalion, coll. « Histoire des Rois de France », 2012, 272 p. (ISBN 978-2-7564-0826-2).
3. Charles II, 840-877 : Fils de Louis Ier, Paris, Pygmalion, coll. « Histoire des Rois de France », 2007, 336 p. (ISBN 978-2-7564-0086-0).
4. Louis II, 877-879 : Fils de Charles II, Paris, Pygmalion, coll. « Histoire des Rois de France », 2012, 192 p. (ISBN 978-2-7564-0776-0).
5. Louis III, 879-882 – Carloman, 879-884, fils de Louis II – Charles le Gros, 884-887, Paris, Pygmalion, coll. « Histoire des Rois de France », 2012, 80 p. (ISBN 978-2-7564-0777-7).
6. Eudes, 888-898 : Fondateur de la dynastie capétienne, Paris, Pygmalion, coll. « Histoire des Rois de France », 2012, 192 p. (ISBN 978-2-7564-0824-8).
7. Charles III. 898-929 : Fils de Louis II, Paris, Pygmalion, coll. « Histoire des Rois de France », 2007, 206 p. (ISBN 978-2-7564-0114-0).
8. Robert Ier. 922-923 : Aïeul de Hugues Capet, Paris, Pygmalion, coll. « Histoire des Rois de France », 2011, 180 p. (ISBN 978-2-7564-0423-3).
9. Raoul, 923-936 : Gendre de Robert Ier, Paris, Pygmalion, coll. « Histoire des Rois de France », 2012, 180 p. (ISBN 978-2-7564-0475-2).
10. Louis IV, 936-954 : Fils de Charles III, Paris, Pygmalion, coll. « Histoire des Rois de France », 2008, 216 p. (ISBN 978-2-7564-0184-3).
11. Lothaire, 954-986 : Fils de Louis IV, Paris, Pygmalion, coll. « Histoire des Rois de France », 2008, 216 p. (ISBN 978-2-7564-0199-7).
12. Louis V, 986-987 : Fils de Lothaire, Paris, Pygmalion, coll. « Histoire des Rois de France », 2009, 180 p. (ISBN 978-2-7564-0212-3).

- Capétiens :

1. Robert II, 996-1031 : Fils d’Hugues Capet, Paris, Pygmalion, coll. « Histoire des Rois de France », 2012, 256 p. (ISBN 978-2-7564-0823-1).
2. Henri Ier, 1031-1060 : Fils de Robert II le Pieux, Paris, Pygmalion, coll. « Histoire des Rois de France », 2008, 252 p. (ISBN 978-2-7564-0145-4).
3. Philippe Ier, 1060-1108 : Père de Louis VI, Paris, Pygmalion, coll. « Histoire des Rois de France », 2007, 272 p. (ISBN 978-2-7564-0049-5).
4. Louis VI, 1108-1137 : Père de Louis VII, Paris, Pygmalion, coll. « Histoire des Rois de France », 2007, 368 p. (ISBN 978-2-7564-0149-2).
5. Louis VII, 1137-1180 : Père de Philippe II Auguste, Paris, Pygmalion, coll. « Histoire des Rois de France », 2010, 352 p. (ISBN 978-2-7564-0391-5).
6. Louis VIII, 1223-1226 : Fils de Philippe II, Paris, Pygmalion, coll. « Histoire des Rois de France », 2009, 240 p. (ISBN 978-2-7564-0248-2).
7. Philippe III, 1270-1285 : Fils de Saint Louis, Paris, Pygmalion, coll. « Histoire des Rois de France », 2012, 272 p. (ISBN 978-2-7564-0653-4).
8. Louis X, 1314-1316 : Fils de Philippe IV le Bel, Paris, Pygmalion, coll. « Histoire des Rois de France », 2010, 180 p. (ISBN 978-2-7564-0226-0).
9. Philippe V, 1316-1322 : Frère de Louis X, Paris, Pygmalion, coll. « Histoire des Rois de France », 2010, 276 p. (ISBN 978-2-7564-0273-4).
10. Charles IV, 1322-1328 : Frère de Philippe V, Paris, Pygmalion, coll. « Histoire des Rois de France », 2011, 228 p. (ISBN 978-2-7564-0415-8).

- Valois :

1. Philippe VI, 1328-1350 : Père de Jean II le Bon, Paris, Pygmalion, coll. « Histoire des Rois de France », 2011, 275 p. (ISBN 978-2-7564-0515-5).
2. Charles VIII, 1483-1498 : Fils de Louis XI, Paris, Pygmalion, coll. « Histoire des Rois de France », 2012, 348 p. (ISBN 978-2-7564-0583-4).
3. Francois II, 1559-1560 : Fils d’Henri II, Paris, Pygmalion, coll. « Histoire des Rois de France », 2012, 252 p. (ISBN 978-2-7564-0807-1).

### Spiritualité
- Mystiques franciscains, Éditions franciscaines, 1960.
- La pauvreté du Laïc, Cerf, 1960.
- Amour conjugal et fécondité, NEL, 1961.
- L'expérience mystique, Fayard, 1964. Nouvelle édition : Téqui, 1985.
- Amour et vocation, Téqui, 1978.
- Amour et Mariage, Téqui, 1981. Couronné par l'Académie française.
- Saint François d'Assise, le Héraut du Grand Roi, Téqui, 1982.
- Frédéric Ozanam ou la foi opérante, Téqui, 1983.
- Conférences sur saint Bernard, ARGÉ, 1990.
- Rancé, L'Age d'homme, 1991.

### Philosophie fondamentale
- Les Niveaux de la vie morale, PUF, 1956.
- La Personne, PUF, 1960.
- Le Modèle en morale, PUF, 1962. Thèse principale pour le Doctorat ès lettres. Couronné par l'Académie française (Prix Paul-Teissonnière).
- De la Valeur, Vander, 1974. Publié avec le concours du CNRS. Couronné par l'Académie française (Prix Alfred-Née).
- Les Fondements de l'éducation, Téqui, 1974.
- L'Essence de la philosophie, Le Fennec, 1994.
- Procès de la culture, Régnier, 1995.
- Morale et destinée, F.-X. de Guibert, 1999.

### Histoire de la philosophie
- Pythagore ou la naissance de la philosophie, Seghers, 1973.
- Pythagore, coll. «Grandes leçons», Éditions universitaires, 1992.
- Le De Claustro animae d'Hugues de Fouilloy, Eklitra, 1995. Introduction à la thèse complémentaire de doctorat ès-lettres.
- La Philosophie pratique d'Aristote, Presses Universitaires de Lyon, 1995.
- Premières leçons sur le Phédon, PUF, 1999.
- Vocabulaire grec de la philosophie, Ellipses, 1999.
- La Cosmologie des Ioniens, L'Harmattan, 2000.

### Essais
- Pascal ou la Simplicité, Alsatia, 1962. Nouvelle édition transformée et augmentée : Téqui, 1985.
- Un crime, l'avortement, NEL, 1972. Couronné par l'Académie des Sciences morales.
- La Révolution évangélique, Lethielleux, 1973.
- Nietzsche, ou la compensation, Téqui, 1975. 2e édition, 1997.
- Mozart et la mort, Thionville, Le Fennec, 1994.